# Солсбери, Гаррисон
Гаррисон Эванс Солсбери (англ. Harrison Evans Salisbury, 14 ноября 1908, Миннеаполис, Миннесота — 5 июля 1993, Провиденс, Род-Айленд) — американский журналист, специализировавшийся на репортажах о Советском Союзе и бо́льшую часть карьеры проработавший в изданиях United Press и The New York Times. В 1955 году репортёр был удостоен Пулитцеровской премии за серию статей «Россия перестраивается».

## Биография
Гаррисон Солсбери родился в 1908 году в Миннеаполисе, где поступил в Университет Миннесоты. Параллельно он устроился репортёром в Minneapolis Journal и вёл студенческую газету. Юноша пропустил часть обучения, не имея возможности совмещать учёбу с работой, но через год вернулся в университет. Вскоре он был исключён за курение в библиотеке и шуточную статью о нововведённых правилах о запрете на это. Снова восстановившись в рядах студентов, он получил степень бакалавра гуманитарных наук в 1930 году. Солсбери решил продолжить карьеру журналиста и присоединился к штату United Press в Сан-Пауло. Репортёр также работал в филиалах издания в Чикаго, Вашингтоне и Нью-Йорке, до того как в 1942 году был отправлен в Европу для освещения Второй мировой войны. Так, он служил в Москве и Лондоне, а в 1944 году освещал победу советской армии над отступающими немецкими войсками. Материалы легли в основу серии статьей, опубликованных в Colliers magazine, а также книги 1946 года «Россия в пути» (англ. Russia on the Way).
Когда после двухлетних попыток в 1949 году журналист наконец-то присоединился к штату New York Times, его в качестве международного обозревателя отправили в СССР. Работа корреспондента неоднократно подвергалась советской цензуре, и ему приходилось прибегать к различным уловкам, чтобы обходить запреты. В 1955 году серия из 14 статей, написанная Солсбери после поездки по Сибири, была удостоена Пулитцеровской премии за международный репортаж. Следующие пять лет ему запрещено было посещать Советский Союз, и репортёр продолжил свою работу в Восточной Европе. В 1959 году Солсбери выпустил статью, в которой утверждал, что Михаил Шолохов изменил судьбу главного героя «Поднятой целины» Семёна Давыдова. В ответ в 1960 году советский писатель написал едкий текст, адресованный Солсбери («О маленьком мальчике Гарри и большом мистере Солсбери»), в котором упрекал журналиста в подлости и лжи.
В том же 1960 году он вернулся в США и отправился освещать движение за гражданские права на юге страны. Его материалы не соответствовали ожиданиям местных политиков и стали причиной иска о клевете на 6 миллионов долларов. New York Times выиграл суд в 1964 году, на тот момент Солсбери уже два года возглавлял отдел корреспонденции издания. В частности на этом посту он руководил освещением убийства президента Джона Кеннеди. Во время дальнейшей службы в издательстве редактор уделял большое внимание развитию рубрик об искусстве и религии, поощрял использование политической сатирической иллюстрации. Под его началом журналист Джон Бертрам Оукс начал в 1970 году колонку авторских мнений Op-Ed. Изначально Солсбери опасался за новый формат и подготовил около 150 заметок заранее, но раздел оказался настолько популярен, что редакция получала еженедельно до двухсот заявок от желающих высказаться. В 1972-м Солсбери занял пост ответственного редактора, но уже через год покинул издание, поселившись в Коннектикуте и сосредоточившись на писательской карьере.

## Награды и влияние в обществе
В 1955 году Гаррисон Солсбери получил Пулитцеровскую премию за международный репортаж. Через четыре года за освещение событий в социалистических Польше, Болгарии и Румынии он был удостоен премии Джорджа Полка. Репортажи Солсбери времён Вьетнамской войны, включавшие помимо прочего интервью с премьер-министром Северного Вьетнама Фам Ван Донгом, были также удостоены мемориальной награды Джорджа Полка и премии Клуба зарубежных корреспондентов. Предположительно, материалы не получили Пулитцеровскую премию из-за политического давления. Гаррисон Солсбери был одним из первых авторов, выступивших против продолжения военных действий, за что неоднократно подвергался нападкам со стороны администрации президента. Корреспондента обвиняли в том, что он находится под влиянием Фронта национального освобождения. Хотя коллеги отмечали врождённую интуицию и мастерство Солсбери: 
У него была физическая и моральная бодрость, удивительно подозрительный ум, замечательный инстинкт обнаружения лжи и наслаждение от её разоблачения в печати <...> его значительный вклад в качестве журналиста заключался в способности создавать проблемы для влиятельных людей, как, например, репортажи из Ханоя 1966 года о том, что администрация Джонсона убивала тысячи мирных жителей, утверждая, что проводила точечную бомбардировку в Северном Вьетнаме.Оригинальный текст (англ.)He had physical and moral courage, a wonderfully suspicious mind, a remarkable instinct for detecting falsehood and a delight at exposing lies in print <...> great contribution as a journalist was his capacity for making trouble for the powerful, such as his reporting from Hanoi, in 1966, that the Johnson Administration was killing thousands of civilians while claiming to be conducting a surgical bombing campaign in North VietnamНил Шиэн

## Книги
За свою карьеру Гаррисон Солсбери написал 29 книг, среди которых бестселлер о блокаде Ленинграда «900 дней» (англ. The 900 Days). Работа была издана в 1969 году и получила широкое признание. Например, британский писатель Чарлз Сноу считал, что «любой другой уроженец Запада» не смог бы так хорошо описать события. В конце 1980-х годов произведение легло в основу незаконченного из-за смерти режиссёра Серджо Леоне фильма «Ленинград: 900 дней» (англ. Leningrad: The 900 Days).
После смерти Иосифа Сталина Солсбери выпустил ряд книг о дальнейшем развитии СССР и сборник собственных депеш из предшествовавшей командировки. После ухода из New York Times он написал ряд мемуаров и книг, посвящённых советской политической и социальной структурам: «Чёрная ночь, белый снег» (англ. Black Night White Snow, 1978), «Сто лет революции» (англ. One Hundred Years of Revolution, 1983), «Путешествие в наше время: мемуары» (англ. A Journey for Our Times, 1983) и «Время перемен» (англ. A Time of Change , 1988).
В разные годы журналист освещал события в Азиатском регионе, материалы также легли в основу ряда книг. Опыт поездки в Северный Вьетнам отражён в произведениях: «За линиями фронта» (англ. Behind the Lines, 1967). Итогом поездки журналиста в Китай стали книги о внешнеполитических отношениях страны «Орбита Китая» (англ. Orbit of China, 1967) и «Война между Россией и Китаем» (англ. War Between Russia and China, 1969), а также сочинения о становлении китайской армии «Долгий марш: нерассказанная история» (англ. The Long March: The Untold Story, 1985) и подавлении демократического движения «Дневник Тяньаньмэнь: тринадцать дней в июне» (англ. Tiananmen Diary. Thirteen Days in June, 1988). Кроме того, автор издал независимую историю газеты New York Times и другие произведения, последней его книгой стал выпущенный в 1979 году сборник «Герои моего времени» (англ. Heroes of My Time).